# Нейшнвайд-арена
 «Нейшнвайд-арена»  (англ. Nationwide Arena) — багатофункціональний спортивно-розважальний комплекс у Колумбус, Огайо (США), відкритий у 2000 році. Місце проведення міжнародних змагань з кількох видів спорту і домашня арена для команди Колумбус Блю-Джекетс, НХЛ.

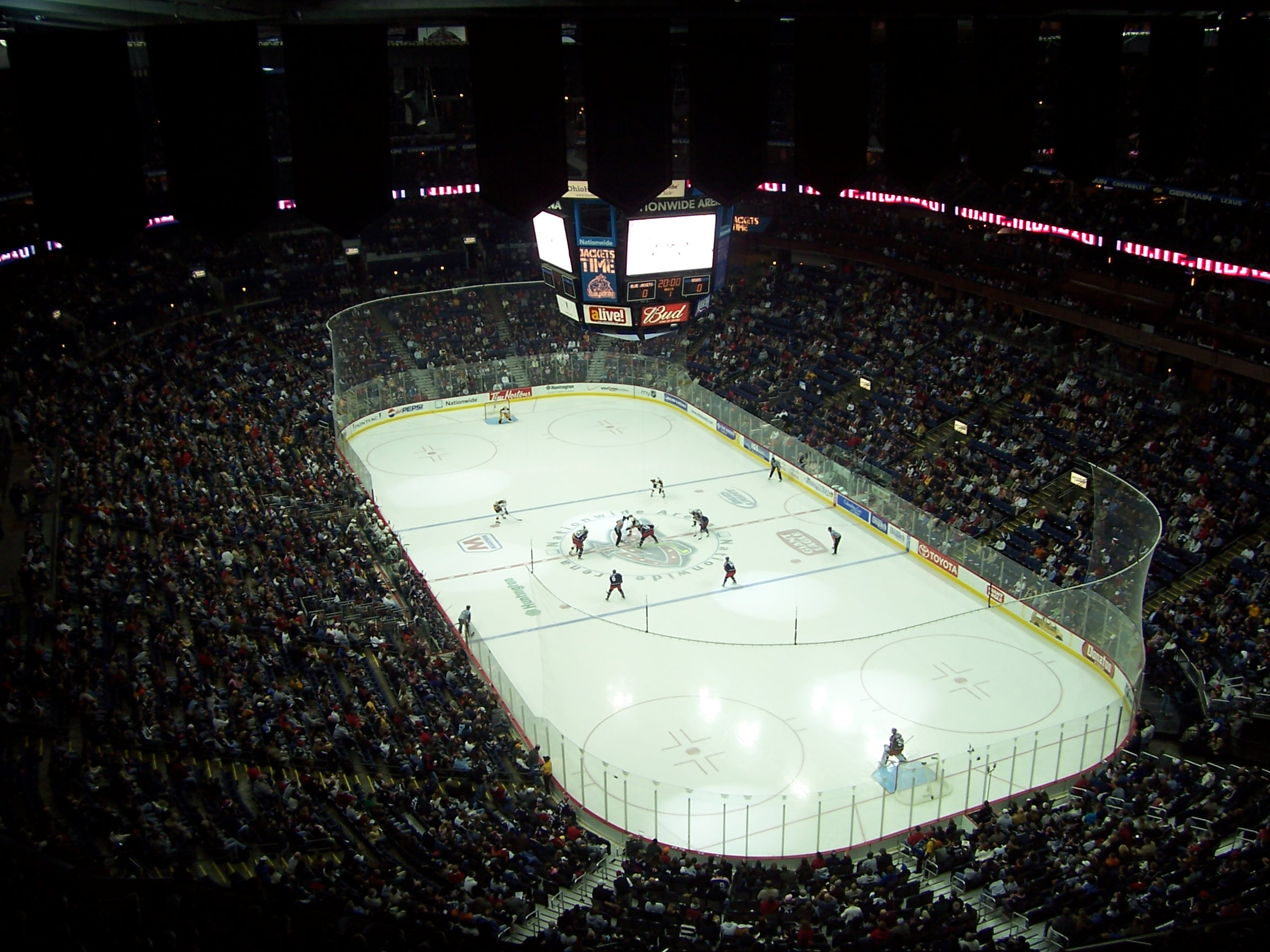

7 жовтня 2000 року на арені пройшов перший спортивний захід, хокейна команда «Колумбус Блю-Джекетс» приймала «Чикаго Блэкхокс» у рамках регулярного чемпіонату НХЛ.
Барак Обама провів на арені свій передвиборчий мітинг 5 листопада 2012 року, разом з Брюсом Спрінґстіном та Jay-Z.
У 2015 році на арені відбувся Матч всіх зірок НХЛ.
«Major League Gaming» спільно з «Valve» провели major-турнір на арені, призовий фонд становив 250,000 $. Турнір пройшов з 29 березня по 3 квітня 2015 року.